# Енцо Крівеллі
Енцо Крівеллі (фр. Enzo Crivelli, нар. 6 лютого 1995, Руан) — французький футболіст, нападник іранського клубу «Сепахан».

## Клубна кар'єра
Народився 6 лютого 1995 року в місті Руан. Вихованець юнацьких команд футбольних клубів «Канн» та «Бордо». У дорослому футболі дебютував 2014 року виступами за команду «Бордо», в якій провів два сезони, взявши участь у 42 матчах Ліги 1. Більшість часу, проведеного у складі «Бордо», був основним гравцем атакувальної ланки команди. Регулярно граючи в стартовому складі до зимової перерви 2015/16, нападник поступово втратив своє місце у команді. Через це у сезоні 2016/17 він грав на правах оренди за «Бастію». Він завершив сезон із 10 голами у 24 матчах чемпіонату, але цього було недостатньо, щоб запобігти вильоту «Бастії» до Ліги 2. 
27 червня 2017 року Крівеллі підписав чотирирічний контракт з іншим клубом Ліги 1, «Анже». Втім, у цій команді Крівеллі забив лише 1 гол у 17 іграх, тому 31 січня 2018 року був відданий в оренду «Кан» до кінця сезону з правом викупу за умови збереження командою прописки в Лізі 1. В результаті «Кану» вдалося залитись у вищому дивізіоні і 9 червня 2018 року клуб активував пункт про купівлю гравця приблизно за 3 мільйони євро. Наступного сезону Крівеллі забив 6 голів у 33 іграх Ліги 1, але його команда вилетіла до другого дивізіону.
27 липня 2019 року Крівеллі приєднався до турецького клубу «Істанбул ББ». У новій команді француз провів два сезони і у сезоні 2019/20 допоміг команді вперше в історії стати чемпіоном Туреччини, забивши 11 голів у 30 іграх чемпіонату. Наступного сезону його результативність значно впала, після чого у сезоні 2021/22 грав на правах оренди за «Антальяспор» та «Сент-Етьєн».
30 серпня 2022 року Крівеллі приєднався до швейцарського «Серветта», уклавши контракт на три роки. За цей час він відіграв за женевську команду 79 матчів в національному чемпіонаті і 2014 року став з командою володарем Кубка Швейцарії, хоча й не грав у фіналі через травму.
У серпні 2025 року на правах вільного агента перейшов у іранський «Сепахан»

## Виступи за збірні
2015 року у складі юнацької збірної Франції (U-20) став переможцем Турніру в Тулоні. У цьому змаганні від відзначився 4 забитими голами і разом із Ашрафром Беншаркі став найкращим бомбардиром турніру.
Протягом 2015–2016 років залучався до складу молодіжної збірної Франції. На молодіжному рівні зіграв у 5 офіційних матчах, забив 1 гол.

## Статистика виступів

### Статистика клубних виступів
Станом на 14 грудня 2024
| Сезон                   | Команда                 | Чемпіонат               | Чемпіонат | Чемпіонат | Національний кубок | Національний кубок | Національний кубок | Континентальні кубки | Континентальні кубки | Континентальні кубки | Інші змагання | Інші змагання | Інші змагання | Усього | Усього |
| Сезон                   | Команда                 | Ліга                    | Ігор      | Голів     | Ліга               | Ігор               | Голів              | Ліга                 | Ігор                 | Голів                | Ліга          | Ігор          | Голів         | Ігор   | Голів  |
| ----------------------- | ----------------------- | ----------------------- | --------- | --------- | ------------------ | ------------------ | ------------------ | -------------------- | -------------------- | -------------------- | ------------- | ------------- | ------------- | ------ | ------ |
| 2013–14                 | «Бордо»                 | Л1                      | 2         | 0         | КФ+КЛ              | 1+0                | 0                  | -                    | -                    | -                    | -             | -             | -             | 3      | 0      |
| 2014–15                 | «Бордо»                 | Л1                      | 11        | 1         | КФ+КЛ              | 1+0                | 0                  | -                    | -                    | -                    | -             | -             | -             | 12     | 1      |
| 2015–16                 | «Бордо»                 | Л1                      | 29        | 3         | КФ+КЛ              | 2+2                | 2+0                | ЛЄ                   | 8                    | 1                    | -             | -             | -             | 41     | 6      |
| Усього за «Бордо»       | Усього за «Бордо»       | Усього за «Бордо»       | 42        | 4         |                    | 6                  | 2                  |                      | 8                    | 1                    |               | -             | -             | 56     | 7      |
| 2016–17                 | «Бастія»                | Л1                      | 24        | 10        | КФ+КЛ              | 0+0                | 0                  | -                    | -                    | -                    | -             | -             | -             | 24     | 10     |
| 2017-січ. 2018          | «Анже»                  | Л1                      | 15        | 1         | КФ+КЛ              | 0+2                | 0                  | -                    | -                    | -                    | -             | -             | -             | 17     | 1      |
| січ.-черв. 2018         | «Кан»                   | Л1                      | 11        | 2         | КФ+КЛ              | 3+0                | 0+0                | -                    | -                    | -                    | -             | -             | -             | 14     | 2      |
| 2018–19                 | «Кан»                   | Л1                      | 33        | 6         | КФ+КЛ              | 1+1                | 0+0                | -                    | -                    | -                    | -             | -             | -             | 35     | 6      |
| Усього за «Кан»         | Усього за «Кан»         | Усього за «Кан»         | 44        | 8         |                    | 5                  | 0                  |                      | -                    | -                    |               | -             | -             | 49     | 8      |
| 2019–20                 | «Істанбул ББ»           | СЛ                      | 30        | 11        | КТ                 | 3                  | 0                  | ЛЧ+ЛЄ                | 2+9                  | 0+3                  | -             | -             | -             | 44     | 14     |
| 2020–21                 | «Істанбул ББ»           | СЛ                      | 36        | 2         | КТ                 | 3                  | 0                  | ЛЧ                   | 4                    | 0                    | СКТ           | 1             | 0             | 44     | 2      |
| 2021-січ. 2022          | «Антальяспор»           | СЛ                      | 12        | 0         | КТ                 | 1                  | 0                  | -                    | -                    | -                    | СКТ           | 1             | 0             | 14     | 0      |
| січ.-черв. 2022         | «Сент-Етьєн»            | Л1                      | 6         | 0         | КФ                 | 0                  | 0                  | -                    | -                    | -                    | -             | -             | -             | 6      | 0      |
| лип.-серп. 2022         | «Істанбул ББ»           | СЛ                      | 1         | 0         | КТ                 | 0                  | 0                  | ЛК                   | 3                    | 0                    | -             | -             | -             | 4      | 0      |
| Усього за «Істанбул ББ» | Усього за «Істанбул ББ» | Усього за «Істанбул ББ» | 67        | 13        |                    | 6                  | 0                  |                      | 18                   | 3                    |               | 1             | 0             | 92     | 16     |
| 2022–23                 | «Серветт»               | СЛ                      | 19        | 4         | КШ                 | 3                  | 3                  | -                    | -                    | -                    | -             | -             | -             | 22     | 7      |
| 2023–24                 | «Серветт»               | СЛ                      | 28        | 8         | КШ                 | 4                  | 2                  | ЛЧ+ЛЄ+ЛК             | 3+4+4                | 0+1+0                | -             | -             | -             | 43     | 11     |
| 2024–25                 | «Серветт»               | СЛ                      | 15        | 4         | КШ                 | 0                  | 0                  | ЛЄ+ЛК                | 2+2                  | 0+1                  | -             | -             | -             | 19     | 5      |
| Усього за «Серветт»     | Усього за «Серветт»     | Усього за «Серветт»     | 62        | 16        |                    | 7                  | 5                  |                      | 15                   | 2                    |               | -             | -             | 84     | 23     |
| Усього за кар'єру       | Усього за кар'єру       | Усього за кар'єру       | 272       | 52        |                    | 27                 | 7                  |                      | 41                   | 6                    |               | 2             | 0             | 342    | 65     |

## Титули і досягнення

### Командні
- Чемпіон Туреччини (1):

«Істанбул ББ»: 2019/20
- Володар Кубка Швейцарії (1):

«Серветт»: 2023/24

### Індивідуальні
- Найкращий бомбардир Турніру в Тулоні: 2015 (4 голи)

## Особисте життя
Крівеллі народився у Франції, але має італійське та алжирське походження.